# التغير المناخي في العراق
يسفر التغير المناخي في العراق عن الآثار التي تجعل بيئة العراق، وأمنه، وسياسته، وتحدياته الاقتصادية أكثر سوءاً. أدى ارتفاع درجات الحرارة والجفاف الشديد وتراجع هطول الأمطار والتصحر والتملح وزيادة انتشار العواصف الترابية إلى تقويض القطاع الزراعي في العراق. بالإضافة إلى ذلك، يعتمد الأمن المائي للعراق على نظام نهري دجلة والفرات المتدهور. عدم اليقين السياسي الوطني والإقليمي سيجعل التخفيف من آثار تغير المناخ ومعالجة إدارة المياه عبر الوطنية أمرًا صعبًا للغاية. من المرجح أن يكون للتغيرات المناخية مثل ارتفاع درجات الحرارة، وانخفاض هطول الأمطار، وزيادة ندرة المياه تداعيات خطيرة على حالة العراق لسنوات قادمة. انبعاثات غازات الاحتباس الحراري للفرد أعلى من المتوسط العالمي.

## انبعاثات غازات الاحتباس الحراري
في عام 2019، كان العراق مسؤولاً عن 8% من انبعاثات غاز الميثان في العالم، و0.5% من انبعاثات ثاني أكسيد الكربون في العالم. انبعاثات غازات الاحتباس الحراري للفرد أعلى من المتوسط العالمي.

## التأثيرات على البيئة الطبيعية

### التغيرات في درجات الحرارة والطقس
في العراق، أدى تغير المناخ إلى «موجات حر مطولة، وهطول أمطار غير منتظم، ودرجات حرارة أعلى من المتوسط، وزيادة شدة الكوارث»، وفقًا لتقرير عام 2018 الصادر عن مجموعة عمل الخبراء المعنية بالمخاطر الأمنية المتعلقة بالمناخ.
تشهد بغداد بداية مبكرة لدرجة 48 سيليزية.

#### أحداث الطقس المتطرفة
أعقب الجفاف بين عامي 2007 و2009 أمطار غزيرة للغاية ساهمت في الفيضانات وفقدان التربة.

### موارد المياه
مع انخفاض منسوب المياه، أصبحت زيادة ملوحة إمدادات المياه مصدر قلق في جنوب العراق، وخاصة في البصرة.

## التأثيرات على الناس

### التأثيرات الاقتصادية
في عام 2019، أصبح تكييف الهواء باهظ التكلفة أو من المستحيل صيانته بالنسبة للسكان ذوي الدخل المنخفض، بسبب عدم انتظام إمدادات الكهرباء.

#### الزراعة
أصبحت سنوات الجفاف في العراق حادة بشكل خاص في عام 2018، وفي ذلك الوقت تقلصت الأراضي المزروعة فيه بمقدار النصف. أوقفت الحكومة زراعة المحاصيل المروية مثل الأرز والذرة والحبوب الأخرى؛ وقدرت الخسائر في إنتاج الأرز بنحو 39 مليون دولار.
في عام 2019، أدى فصل الشتاء الممطر بشكل غير عادي إلى «استعادة مستنقعات المياه العذبة في جنوب العراق»، وتسبب أيضًا في فيضانات واسعة النطاق في نهري دجلة والفرات.

## المجتمع والثقافة

### أخطار أمنية
عندما تتعطل سبل العيش الزراعية، قد يصبح السكان المحليون في المناطق الخاضعة لسيطرة داعش معتمدين على الجماعات الإرهابية للوصول إلى الموارد.
اندلعت مظاهرات واشتباكات بشأن حقوق المياه في جنوب العراق.

## روابط خارجية
- وثائق العراق الخاصة باتفاقية الأمم المتحدة الإطارية بشأن تغير المناخ
- المساهمات المحددة وطنيا
- انبعاثات العراق في تتبع المناخ
- انبعاثات الكربون الحية من توليد الكهرباء
- خريطة الميثان